# Olaf Barski

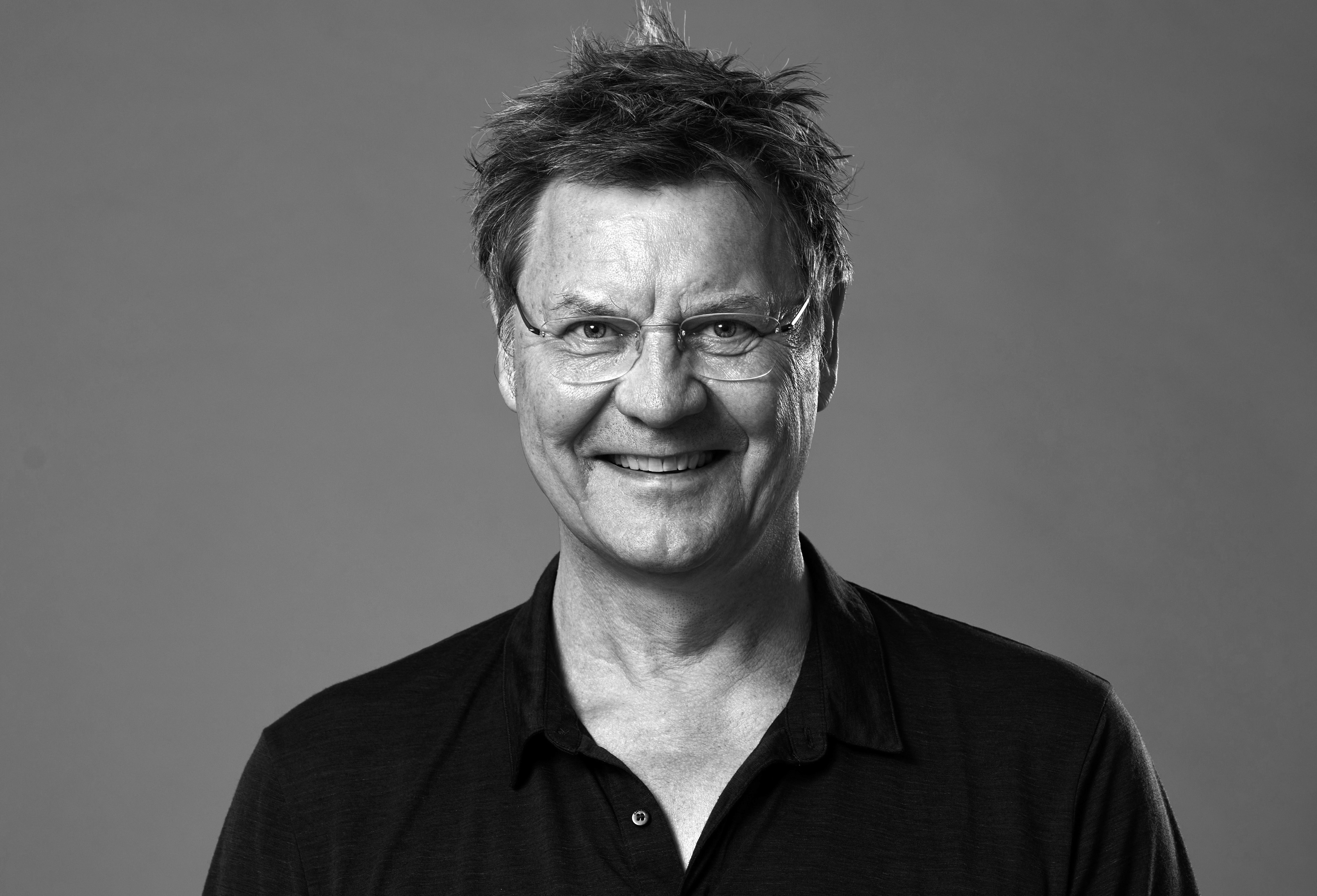
Olaf Barski

Olaf Barski (* 7. Oktober 1956) ist ein deutscher Produktdesigner.

## Werdegang
Olaf Barski ist in Hamburg aufgewachsen, studierte an der Hochschule für Bildende Künste Hamburg Industrial Design bei Lambert Rosenbusch, Dieter Rams und Peter Raacke. Das Studium schloss er 1986 als Diplom Industrial Designer ab. Nach dem Studium arbeitete Barski als Produktdesigner für Airbus, Rowenta und Philips. 1991 macht er sich zusammen mit Peter Eckart in Frankfurt am Main selbständig und gründet das Designbüro Eckart + Barski, Corporate Industrial Design. Seit 1999 führt Olaf Barski das Büro als Barski Design weiter und arbeitete seitdem für Marken wie BSH Hausgeräte, Deutsche Bahn, Deutsche Telekom, Dometic, Fraunhofer IGD, Hitachi, Sartorius, Trilux und WMF.
Mit seinem  Designbüro ist Barski auf Design Research, intelligente Bedienkonzepte und Produktdesign für die Konsum- und Investitionsgüter-Industrie spezialisiert. Hier hat er ganz unterschiedliche Projekte entwickelt, wie Bestecke, Kopfhörer, Laborgeräte und Büroleuchten, aber auch Stadtmöbel und Bushaltestellen für die Deutsche Telekom sowie E-Bikes für Riese und Müller und für die Deutsche Bahn. Als Medical Designer war er an Designentwicklungen von Untersuchungs- und Operationsleuchten beteiligt für Dräger Medical, Evonos, Heraeus und Stryker.
Darüber hinaus ist Barski als Dozent an verschiedenen Design-Hochschulen tätig und hielt Vorträge auf internationalen Designkonferenzen. Neben seiner Tätigkeit als Designer engagiert Barski sich in Jurys, wie iF Industrie Forum Design, Design Plus Award, Neuland vom aed-Stuttgart e. V., Hessen Design Competition und Deutscher Designer Club. Er ist Stiftungsmitglied im Rat für Formgebung.
Olaf Barski lebt und arbeitet in Frankfurt am Main.

## Auszeichnungen
Olaf Barski ist bereits während seines Studiums 1983 beim Design Plus Wettbewerb zusammen mit Willem Hain und Peter Raacke für die „Hamburger Küche“ mit dem ersten Preis ausgezeichnet worden. Seitdem sind über 70 Designpreise von internationalen Design-Wettbewerben dazugekommen. Darunter 15 German Design Awards, 17 iF Design Awards, 15 Red Dot Design Awards und 4 German Innovation Awards u. a. für Beurer, Deutsche Telekom, Dräger, Evonos, Hailo, Hawo, Heraeus, WMF.
Die Operationsleuchte „Hanaulux Blue 130“ wurde im Jahr 2000 in die Sammlung Design des Staatlichen Museums für Kunst und Design in Nürnberg aufgenommen.

## Schriften
- Design und Designer in Unternehmen. In: Deutscher Designer Club e. V. (Hrsg.): Design identifizieren – 25 Jahre Deutscher Designer Club e. V. 1989–2014. DDC Design Bibliothek, Frankfurt an Main 2014, S. 93–104.